# Барон Уэйкхёрст

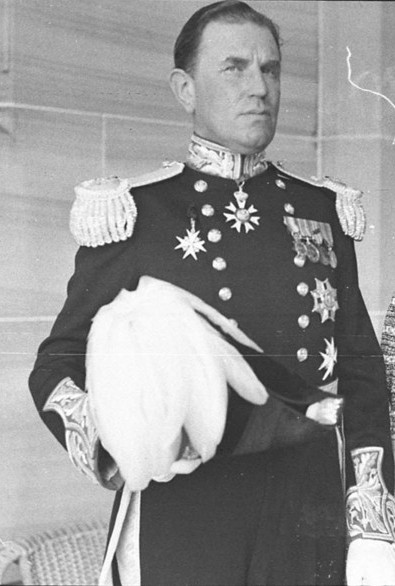
Джон де Вер Лодер, 2-й барон Уэйкхёрст

Барон Уэйкхёрст из Ардиглая в графстве Суссекс — наследственный титул в системе Пэрства Соединённого королевства. Он был создан 29 июня 1934 года для консервативного политика Джеральда Лодера (1861—1936), пятого сына сэра Роберта Лодера, 1-го баронета (1823—1888). Ранее он представлял Брайтон в Палате общин Великобритании (1889—1905) и был создателем Уэйкхёрст Плейс в Ардиглае (Западный Суссекс). Его единственный сын, Джон де Вер Лодер, 2-й барон Уэйкхёрст (1895—1970), также был консервативным политиком. Он заседал в Палате общин Великобритании от Восточного Лестера (1924—1929) и Льюиса (1931—1936), занимал должности губернатора Нового Южного Уэльса (1937—1946) и Северной Ирландии (1952—1964), 3-й барон Джон Кристофер Лодер, 3-й барон Уэйкхёрст (23 сентября 1925 — 29 июля 2022). Старший сын последнего, Тимоти Уолтер Лодер, 3-й барон Уэйкхёрст (1958—2024), стал преемником своего отца в 2022 году. По состоянию на 2024 год носителем титула являлся кузен последнего, который стал преемником своего кузена в 2024 году. 

## Бароны Уэйкхёрст (1934)
- 1934—1936: Джеральд Уолтер Эрскин Лодер, 1-й барон Уэйкхёрст (25 октября 1861 — 30 апреля 1936), четвертый сын сэра Роберта Лодера, 1-го баронета (1823—1888)[1];
- 1936—1970: Джон де Вер Лодер, 2-й барон Уэйкхёрст (5 февраля 1895 — 30 октября 1970), единственный сын предыдущего[2];
- 1970—2022: Джон Кристофер Лодер, 3-й барон Уэйкхёрст (23 сентября 1925 — 29 июля 2022), старший сын предыдущего[3];
- 2022—2024: Тимоти Уолтер Лодер, 4-й барон Уэйкхёрст (28 марта 1958 — 22 августа 2024), старший сын предыдущего[4];
- 2024 — настоящее время: Джон Джеймс Лодер, 5-й барон Уэйкхёрст (род. 7 июня 1977), кузен предыдущего[5].